# For the Elements (1996-2006)
For the Elements (1996-2006) kompilacijski je album norveškog metal sastava Borknagar. Album je 22. srpnja 2008. godine objavila diskografska kuća Century Media Records.

## O albumu
Album sadrži petnaest remasteriranih pjesama grupe. Pjesme su preuzete s Borknagarovih prvih sedam studijskih albuma. Brett Hansen masterirao je album, a njegov je omot izradio Asgeir Mickelson.

## Popis pjesama
| 1.    | »Dauden«                  | Øystein G. Brun  | Brun    | 5:45 |
| 2.    | »The Eye of Oden«         | Brun             | Brun    | 6:00 |
| 3.    | »The Dawn of the End«     | Brun             | Brun    | 5:04 |
| 4.    | »Oceans Rise«             | Brun             | Brun    | 5:24 |
| 5.    | »Universal«               | Brun             | Brun    | 5:33 |
| 6.    | »Ad Noctum«               | ICS Vortex, Brun | Vortex  | 4:21 |
| 7.    | »The Presence Is Ominous« | Brun             | Brun    | 4:54 |
| 8.    | »Colossus«                | Asgeir Mickelson | Vortex  | 4:25 |
| 9.    | »The Genuine Pulse«       | Brun             | Brun    | 4:50 |
| 10.   | »Gods of My World«        | Brun             | Brun    | 4:24 |
| 11.   | »Inherit the Earth«       | Mickelson, Brun  | Brun    | 5:29 |
| 12.   | »Future Reminiscence«     | Brun             | Brun    | 5:25 |
| 13.   | »Origin«                  | Vintersorg       | Brun    | 4:57 |
| 14.   | »White«                   | Lars A. Nedland  | Nedland | 4:42 |
| 15.   | »The Human Nature«        | Mickelson        | Brun    | 4:49 |
| 76:02 |                           |                  |         |      |

## Zasluge
Borknagar
- Garm – vokali (na pjesmama 1-3)
- ICS Vortex – vokali (na pjesmama 4-8), bas-gitara (na pjesmama 7 i 8)
- Vintersorg – vokali (na pjesmama 9-15)
- Øystein G. Brun – gitara
- Jens F. Ryland – gitara (na pjesmama 4-11)
- Lars A. Nedland – vokali, prateći vokali, sintesajzer, Hammond orgulje, klavir (na pjesmama 7-15)
- Ivar Bjørnson – klavijature (na pjesmama 1-6)
- Tyr – bas-gitara (na pjesmama 9-11, 14 i 15)
- Infernus – bas-gitara (na pjesmi 1)
- Kai K. Lie – bas-gitara (na pjesmama 2-6)
- Grim – bubnjevi (na pjesmama 1-6)
- Asgeir Mickelson – bubnjevi (na pjesmama 7-15), bas-gitara (na pjesmama 12 i 13)

Ostalo osoblje
- Asgeir Mickelson – naslovnica
- Brett Hansen – mastering
- Christopher Dick – tekst u knjižici albuma

## Vanjske poveznice
- Borknagar - For the Elements  Arhivirana inačica izvorne stranice od 28. svibnja 2016. (Wayback Machine) (Službena podstranica sastava koja opisuje kompilaciju)
- "For the Elements" na discogs.com